# Unter den Linden (musikgrupp)
Unter den Linden var ett rockband från Karlshamn som var verksamt åren 1980–1985. 
UDL, som bandet också kallades, uppstod i den dåtida mycket aktiva musikföreningen Rockslaget i Karlshamn, en gång Sveriges största. Medlemmarna kom från de lokala punkbanden De anhöriga och Brigad 45B, men hade gemensamt en stark influens från samtida band som The Jam och Joy Division. Bandet bildades som ett tremannaband av Björn Hansson (gitarr, sång), Ulf Nilsson (bas och sång) och Johan "Lövhög" Löfberg (trummor). Till det första albumet tillkom Christer Seldewall (synth, fiol), som senare lämnade bandet, medan Leif Ekman (gitarr) tillkom. Löfberg slutade också och ersattes av Jochen Ivarsson (trummor). UDL turnerade landet flitigt och spelade även flera gånger i Berlin och i Köpenhamn. Bandet återförenades 2005 och har därefter gjort enstaka spelningar och släppt nytt material.

## Diskografi

### LP
- Att som (Amalthea AM 26, 1982)
- Utom våra liv (Amalthea AM 41, 1984)

### Singlar och EP
- Vända inåt/Ett Landskap (Amalthea AMS 2007,  1981)
- Motstånd i läder (Amalthea AMS 2017,  1983)
- Vi har det bra (Rockslaget ROSLA 2017-01, 2017)
- KRAUTISH (Rockslaget ROSLA 2018-01, 2019)
- Brackorna (Mustard Relics  PC picture disc, 2019)

### Kassett
- Gud skapade även de löjliga (skivbolag saknas, 1987)